# Cogoleto
Cogoleto (en ligur Cogoêuo o Coghêuo) és un comune italià, situat a la regió de la Ligúria i a la ciutat metropolitana de Gènova. El 2011 tenia 9.137 habitants. Limita amb les comunes de Arenzano, Sassello i Varazze.

## Geografia
Situat a la costa de la Riviera del Ponent, és la comune més occidental de la província. Té una superfície de 20,36 km² i les frazioni de Lerca, Sciarborasca i Pratozanino, que es troben a l'interior, a la zona muntanyosa.

## Història
La zona de Cogoleto és identificada a la Taula de Peutinger com a Hasta, amb l'existència d'un pont que fou destruït durant la Segona Guerra Mundial pels bombardeigs aliats. La primera menció de la vila data de 1039, i el 1091 fou incorporada al marquesat de Bonifaci del Vasto de Savona. El 1343 fou adquirida per la República de Gènova.
L'11 d'abril de 1800 va ser el camp de batalla d'un enfrontament entre les tropes franceses i l'exèrcit austríac. Posteriorment Cogoleto passà a formar part del Regne de Sardenya, abans de la unificació italiana.

## Personatges històrics
Segons alguns historiadors Cristòfor Colom hauria nascut en aquesta vila.

## Agermanaments
- Ober-Ramstadt, Alemanya, des del 1960
- Santa Coloma de Gramenet, Catalunya, des del 1997
- Olímpia, Grècia, des del 2005
- Saint-André-les-Vergers, França, des del 2005